# Sorbus subdanubialis
Sorbus subdanubialis är en rosväxtart som först beskrevs av Soó, och fick sitt nu gällande namn av Karpati. Sorbus subdanubialis ingår i släktet oxlar, och familjen rosväxter. Inga underarter finns listade i Catalogue of Life.